# 2024 en Norvège
Chronologie de la Norvège
- 2020
- 2021
- 2022
- 2023
- 2024
- 2025
- 2026
- 2027
- 2028

Cet article présente les faits marquants de l'année 2024 en Norvège ou relatifs à la Norvège.

## Gouvernance
- Harald V est roi de Norvège.
- Jonas Gahr Støre dirige le gouvernement.

## Événements
- 28 février : un hélicoptère Sikorsky S-92A de Bristow Norway AS s'écrase en mer du Nord au large de l'ile de Løno en Norvège. Un des six occupants est mort et les autres sont blessés[1].
- 4 juillet : l'auteur de l'attentat du 25 juin 2022 à Oslo est condamné à 30 ans de réclusion criminelle[2].

## Naissances
- Naissance en Norvège en 2024

## Décès
- Décès en Norvège en 2024
- 27 janvier : Lillebjørn Nilsen, chanteur populaire
- 12 février : Mounir Hamoud, footballeur norvégien d'origine marocaine
- 17 février : Johan Galtung, sociologue et mathématicien
- 3 juin : Dag Erik Pedersen, coureur cycliste
- 14 juin : Trygve Reenskaug, informaticien
- 10 septembre : Chungdak Koren, femme politique tibétaine morte en Norvège
- 14 septembre : Berit Ås, femme politique
- 9 octobre : Hadriaan van Nes,  rameur d'aviron néerlandais mort en Norvège
- 12 novembre : Agnes Buen Garnås, chanteuse traditionnelle
- 16 novembre : Olav Thon, promoteur immobilier et homme d'affaires
- 27 novembre : Thomas Hylland Eriksen, professeur d'anthropologie et écrivain
- 8 décembre : Arild Hiim, homme politique